# Домонтович, Константин Иванович
Константин Иванович Домонтович (1820—1889) — российский сенатор, деятель эпохи освобождения крестьян; действительный тайный советник (с 1.01.1885).

## Биография
Родился в Санкт-Петербурге 1 (13) сентября 1820 года. Учился во 2-й Санкт-петербургской гимназии (вып. 1836). Окончив юридический факультет Санкт-Петербургского университета в 1840 году со званием кандидата, он отправился для завершения своего образования за границу, где слушал лекции в Гейдельбергском и других заграничных университетах.
В 1842 году он вернулся в Россию и поступил на службу в департамент сельского хозяйства Министерства государственных имуществ Российской империи. Семнадцатилетняя деятельность в ведомстве, стоящем близко к крестьянскому населению государства (государственные крестьяне), дала ему возможность всесторонне изучить положение деревни, её экономический и юридический быт и со временем сделаться компетентным судьей во всех вопросах, касающихся «сельского состояния». Вся жизнь его от начала до конца была посвящена одному делу — урегулированию крестьянских податей. Бесчисленное множество комиссий, в которых Домонтовичу пришлось работать в течение своей едва не полувековой службы, всегда имели то или другое отношение к налогам с крестьян. В 1844 году он участвовал в трудах Курской, а потом Пензенской комиссий по вопросу об уравнении денежных сборов с государственных крестьян. В 1858 году, в качестве заведующего статистическим отделом департамента сельского хозяйства и совещательного члена Центрального статистического комитета при Министерстве внутренних дел Российской империи, он принимал деятельное участие в издании материалов по статистике России. К этому же времени относится появление первого выпуска «Памятной книжки для сельских хозяев», изданной Министерством государственных имуществ, созданной исключительно трудами Домонтовича.
В мае 1859 года К. И. Домонтович был назначен помощником статс-секретаря Государственного Совета Российской империи. В ту пору в России готовилась великая крестьянская реформа 19 февраля 1861 года Домонтович, как человек, хорошо знакомый с бытом крестьян, был приглашен к участию в этом деле сначала в качестве заместителя одного отсутствовавшего члена редакционных комиссий, а потом — через 2—3 месяца, — как действительный член; после объявления «воли» он был назначен помощником управляющего делами комитета по устройству сельского состояния. Глубокое знание жизни, необыкновенное трудолюбие и добросовестность, с которой Домонтович относился к своим обязанностям, готовность постоять за свои убеждения, горячая любовь к делу — все это дает право поставить имя его наряду с именами Великого Князя Константина Николаевича, Я. И. Ростовцева и других славных сподвижников Царя-Освободителя. Участие в этой реформе Домонтович считал для себя великим счастьем и, как всегда, заботился только об исполнении своего долга. Заключением трудов К. Домонтовича по освобождению крестьян была (совместно с  С. М. Жуковским) редакция обширного собрания журналов главного редакционного комитета, большею частью составленных им же.
Не прерывая громадных трудов по крестьянской реформе, Домонтович продолжал свои обычные занятия в государственной канцелярии. Однако, столь неутомимая деятельность в конце концов сильно ослабила здоровье Домонтовича, и он, по совету врачей, должен был отправиться за границу отдохнуть и набраться сил для дальнейших занятий (январь 1865 года). Пробыв за границей всего лишь 3—4 месяца, Домонтович вернулся в столицу и был назначен директором департамента окладных сборов Министерства финансов Российской империи. Занимая этот пост до 1874 года, он не переставал работать по крестьянскому вопросу. За это время он участвовал в комиссии по финансовым расчетам Царства Польского с Российской империей (1866 год), в комиссии для составления предположений о замене подушной подати более правильными налогами (1868 год), комиссии по вопросу о переселениях крестьян. Впоследствии, уже в звании сенатора, он работал по вопросам об отмене подушной подати (1879 год), о понижении выкупных платежей и, наконец, частным образом участвовал в обсуждении мер к упразднению подушной подати (1882 год). Во всех комиссиях (из которых здесь перечислены только важнейшие) Домонтович далеко не являлся членом только по имени: не преувеличивая можно сказать, что большая часть работы этих комиссий выполнена им и выполнена с таким знанием дела, что его «Записки» неоднократно проходили через Государственный Совет и потом являлись в виде тех или других законоположений.
31 января 1874 года Домонтовичу повелено было присутствовать в Правительствующем сенате по Четвёртому департаменту, ведавшему старые коммерческие суды, а в 1882 году он был назначен первоприсутствующим этого департамента.
Что касается особенностей личности К. И. Домонтовича, то, по мнению современников, это был человек выдающегося характера: обладая удивительной способностью к любой серьезной работе, он никогда не позволял себе выставлять это на вид, да и вообще не любил говорить о своих занятиях. В труде он видел смысл жизни. Несмотря на свой небольшой досуг, он успевал следить за текущей литературой — русской и иностранной — и постоянно стремился к расширению своих знаний.
Умер 28 апреля (10 мая) 1889 года. Похоронен на Новодевичьем кладбище в Санкт-Петербурге.
К. И. Домонтович был женат на дочери инженер-генерал-майора Аглаиде Константиновне Мравинской; их дети — Михаил и Александра.

## Награды
- Орден Святой Анны 2-й степени (1859)
- Орден Святого Владимира 3-й степени (1862)
- Орден Святого Станислава 1-й степени (1864);
- Орден Святой Анны 1-й степени (1864);
- Орден Святого Владимира 2-й степени (1870),
- Орден Белого орла (1872),
- Орден Святого Александра Невского (1879),
- Золотая табакерка с вензелем Е.И.В. (1862),
- медали.